# Jean Louis de Nogaret de La Valette
Jean Louis de Nogaret, Senhor de La Valette et de Caumont, Duque d’Epernon (Castelo de Caumont, Maio de 1554 - Loches, 13 de Janeiro de 1642), militar francês, é um dos "Mignons" do Rei Henrique III de França, apelidado de « O Semi-Rei ».
É um dos principais personagens de nobreza francesa durante três reinados : o de Henrique III, Henrique IV e Luís XIII. Sua personalidade carrega as características da ordem social a que pertence. Possui a ambição de servir, além da envergadura de um homem de estado. Mas, particularmente altivo, possui a arte de criar poderosas e profundas inimizades. Nessas épocas agitadas, inclusive por guerras religiosas, é extremamente católico e permanece fiel na obediência a suas crenças. De qualquer maneira, suas ações parecem seguir o curso de seus interesses próprios e os de sua clã.
Seu papel na História da França é ambiguo. É, de 1584 a 1589 o "Campeão" de Henrique III contra a Liga pró-espanhola. Vinte anos mais tarde, assume papel essencial na tomada de poder pelos católicos próximos à Espanha, que retarda o confrontamento aguardado entre as Casas de França e da Áustria.
O exemplo deste grande senhor animado pela mentalidade aristocrática tradicional é um dos que inspiram as reflexões do Cardeal de Richelieu sobre a solidificação de um Estado imparcial, acima dos indivíduos e dos corpos organizados.

## Biografia

### A ascensão de umCadete da Gasconha
Jean Louis de Nogaret é filho de Jean de Nogaret de La Valette, senhor do Castelo de Caumont (em Cazaux-Savès) na Gasconha, e de Jeanne de Saint-Lary de Bellegarde.
Seu pai e seu avô, Pierre de Nogaret, senhores de La Valette (atual comuna de Lougratte), combateram quando das guerras da Itália. Foi então natural que Jean Louis abraçasse a carreira militar. Cadete de Gasconha, ele participa rápidamente das batalhas das Guerras Religiosas na França : Mauvezin (1570) com seu pai, a quem salva a vida, depois no malsucedido Cerco de La Rochelle e nos cercos vitoriosos de La Charité-sur-Loire e de Issoire (1577).

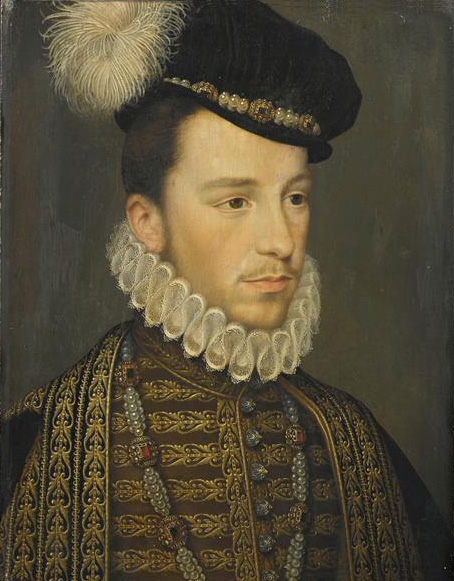
Henrique de Anjou, futuro Rei Henrique III de França
Retrato de François Clouet (1570)

É quando do Cerco de La Rochelle que ele conhece o Duque de Anjou, futuro Rei Henrique III de França. Nogaret liga-se a seguir ao Rei de Navarra e foge da Corte com este em 1575. Só entra para o círculo muito restrito dos íntimos de Henrique III em Dezembro de 1578. Torna-se então, juntamente com o Duque de Joyeuse, o mais próximo colaborador do rei. Sedutor e carismático, tira proveito da afeição do rei que, segundo de Thou, o amava perdidamente . Empreendedor e enérgico, beneficia-se por ter uma saúde bem melhor que a de seu mestre e torna-se seu braço direito indispensável .
Fortalecido por sua influência sobre o rei, é nomeado sucessivamente mestre de campo do 7º regimento de infantaria (regimento de Champagne) (1579), governador de La Fère retomada às tropas de Condé (1580), coronel geral da infantaria, Duque d'Épernon, Par de França e conselheiro de estado (1581), primeiro cavalheiro da Câmara do Rei (1582), cavaleiro da Ordem do Espírito Santo, governador de Boulonnais e de Loches, de Metz, da cidadela de Lyon (1583), cavaleiro das Ordens do Rei (1584) e governador de Provença (1586). Com a morte do Duque de Joyeuse (1587), seu único rival verdadeiro na confiança do rei, é nomeado Almirante de França, governador da Normandia, de Caen e do Havre de Grâce.
Casa-se em 1587 com Marguerite de Foix-Candale. Seguindo uma prática comum na nobreza, esta herdeira de um ducado no Sudoeste da França aceita casar-se com um homem de posição social inferior à sua para que seu filho mais velho, Henrique, retome e perpetue o nome e os títulos da mãe.

### Um homem de estado católico contra a Liga

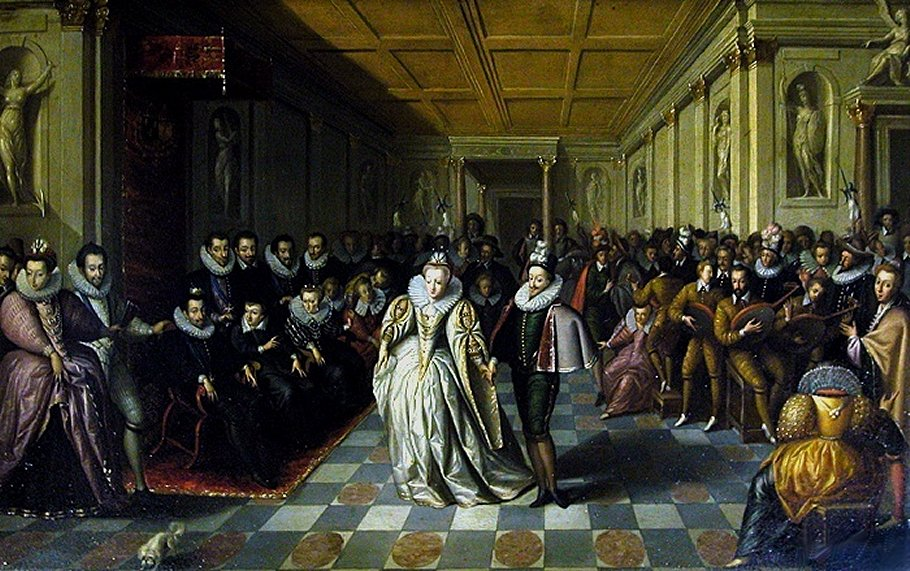
Baile de Núpcias do Duque de Joyeuse (1581)
Autor Desconhecido

Na época do aumento de poder da Liga Católica, d'Épernon serve de ligação entre Henrique III e o Rei de Navarra, futuro Rei Henrique IV, governador de Guyenne, país de quem o favorito sempre se sentiu próximo. Quando da morte do irmão caçula do rei, em 1584, procura em vão converter Henrique de Navarra, então huguenote, para evitar uma guerra sucessória, já que este estava casado com Margarida de Valois, também irmã de Henrique III. Sua oposição à Liga faz com que seja detestado por uma grande parte da população e uma vasta campanha de propaganda é lançada contra ele : sofre inclusive uma tentativa de assassinato.
Para antagonizar a Liga, procura reunir os católicos moderados e protestantes em torno do rei. Conta lutar contra a Liga focando-se nas províncias meridionais. Ele, com efeito, tomou o controle da Provença e de Saintonge. Através de sua esposa é aliado do Duque de Montmorency, governador do Languedoc, enquanto que os protestantes encontram-se solidamente implantados da Guyenne até o Dauphiné. Por outro lado, d'Éperon é senhor de diversos pontos de acesso estratégicos ao norte da França : Boulogne, Loches sur la Loire e Metz, nó de comunicação com a Alemanha .
Quando da expedição marítima espanhola contra a Inglaterra, contribui para as dificuldades enfrentadas pela Invencível Armada, velando para que esta não possa utilizar o porto de Boulogne .
Algum tempo depois do "Dia das Barricadas" (1588), é obrigado a deixar a corte, « sacrificado por Henrique III às exigências dos representantes da Liga no verão de 1588. Retirando-se para seus domínios em Aunis e Saintonge, escreve ao rei cartas bastante submissas, mostrando representar uma força militar e política. É chamado de volta na primavera de 1589 ».
Diante do leito de morte de Henrique III e a seu pedido, o Duque d'Épernon liga-se, em 1589, a Henrique de Navarra. Mas, considerando o futuro Rei Henrique IV responsável pela morte de seu senhor, retira a seguir suas tropas do Cerco de Paris, que o rei de França precisa abandonar devido ao grande número de deserções. Aproveitando-se das dificuldades enfrentadas por este último, Jean Louis tenta instalar um governo independente na Provença. A conversão de Henrique IV, sua coroação e a tomada de poder que se segue o obriga a se submeter.

#### Um episódio de desalojamento do Duque em 1588: sitiado em Angoulême
Uma cláusula secreta do édito de união assinado em 15 de Julho de 1588 entre Catarina de Médicis, o Cardeal de Bourbon e Henrique I de Guise previa colocar o Duque d'Épernon de lado no cenário político. O favorito de Henrique III deveria conservar apenas um de seus domínios. O médico de Henrique III informa o antigo "Mignon", em 24 de Julho de 1588 do acordo feito com a Liga. Forçado a deixar a Corte, o Duque d'Épernon escolhe continua governador de Angoumois e faz sua entrada em Angoulême em 27 de Julho. Três dias depois, o prefeito do feudo de Charente, François Normand, senhor de Puygrelier, recebe um correio real, com assinatura do secretário de estado Nicolas de Neufville, senhor de Villeroy, ordenando-lhe que não permitisse a entrada do Duque d'Épernon em sua cidade. Como visto, o correio chegou atrasado.
Puygrelier envia então seu cunhado, Souchet, ao encontro de Henrique III e Villeroy em Chartres. Souchet recebe ordem de prender o antigo favorito e de conduzi-lo a Blois. Em 10 de Agosto, a municipalidade, pertencente à Liga, tenta tomar de assalto o castelo onde se encontram d'Épernon e alguns nobres aliados. O prefeito de Angoulême é morto na troca de tiros.
Durante a noite seguinte, Jean de Lupiac-Moncassin, senhor de Tajan e primo do Duque d'Epernon, que acorre de Saintes, penetra em Angoulême. Ele negocia com as autoridades municipais uma anistia geral que leva à liberação do duque. Esta negociação teria sido motivada pelo desejo de impedir que os combatentes huguenotes comandados pelo Conde Francisco IV de La Rochefoucauld (1554-1591) e Gaspard Foucaud-Baupré interviessem e tomassem a cidade. Por seu lado, o Duque d'Épernon fica convencido que o ataque sofrido em Angoulême teve o secretário de estado Villeroy, seu principal adversário no partido real, como mandante.

### O assassinato deHenrique IV: o Duque  d'Épernon a serviço deMaria de Médicis

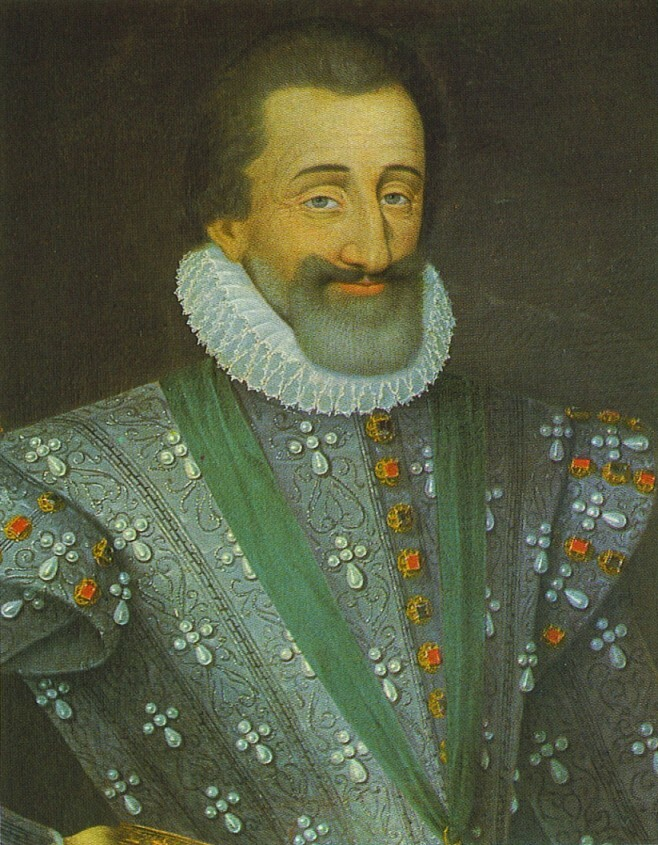
Henrique IV de França

O reinado de Henrique IV foi um período de contrariedade para o Duque d'Épernon. O novo soberano não se preocupa de tomar suas próprias decisões ignorando as prerrogativas do duque.
Epernon é um católico convicto. Intervem junto ao rei para a volta dos Jesuítas. Encoraja o estabelecimento da Companhia de Jesus nas cidades de seus domínios e lhe confia a educação de seu terceiro filho, Luís, que destina a uma carreira eclesiástica. Quando Henrique IV resolve contestar a hegemonia espanhola pelas armas, Epernon é retirado do comando militar.
Henrique IV é assassinado em 14 de Maio de 1610 por Ravaillac. Este último tem a inteligência de cometer seu crime após a coroação de Maria de Médicis : abre assim as portas do poder para a autoridade legítima e próxima dos católicos próximos à Espanha.
Epernon, que pediu para acompanhar o rei em sua carruagem, assiste ao assassinato. Na qualidade de Coronel Geral da Infantaria, toma controle da capital e assegura a transmissão do poder total para Maria de Médicis, esposa de Henrique IV, em detrimento às disposições de Henrique IV que instituiam um conselho de regência. Em 23 de Junho, Jean Louis de Nogaret de La Valette faz proceder ao transporte dos restos mortais de Henrique III, seu antigo mestre, para a Catedral de Saint Denis : Henrique IV havia negligenciado a organização das exéquias de seu predecessor.

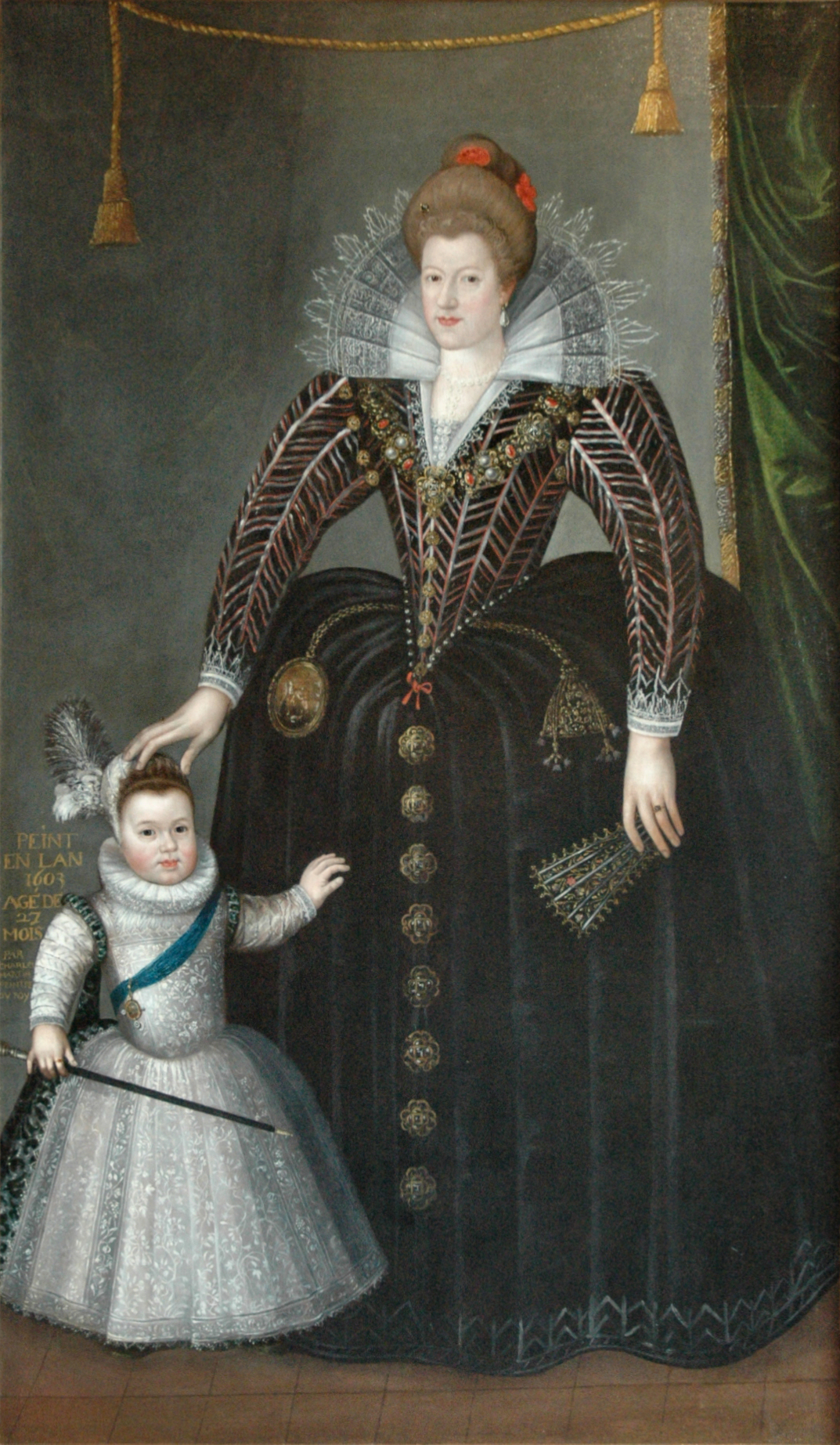
Maria de Médicis com Luís XIII
Charles Martin (1562-1646) - Museu de Belas Artes, Blois

O Duque d'Épernon fica inquieto quando descobre que conhecia o assassino de Henrique IV. Ravaillac era, com efeito, natural de Angoulême onde fez-se conhecer por seus serviços policiais, de responsabilidade do duque, governador da cidade. Este último já o havia encontrado e confiado a ele diversas missões em Paris. Ravaillac havia sido abrigado na capital por uma amiga do Duque d'Épernon e da Marquesa de Verneuil que é, além disso, dama de honra da rainha ,. Por conta da qualidade das pessoas envolvidas, a investigação iniciada foi suspensa. Paralelamente, os arquivos diplomáticos dos governos de Bruxelas, Madri e Viena, contatos habituais dos conspiradores contra o rei, são limpos, como será constatado mais tarde por  Philippe Erlanger.
A atenção desvia-se rapidamente do duque pois é destituído por Concini, favorito da rainha. Se d'Épernon torna-se conselheiro de Maria de Médicis, generosamente pago, a êssencia do poder escapa-lhe. Mas a fidelidade do duque à regente parece indefectível. Quando esta finalmente é condenada a fixar residência em Blois (1617) e foge, o duque pega em armas para defendê-la até que esta seja reconduzida à Corte.
Apesar de todos as contrariedades provocadas, aparentemente Luís XIII não lhe guarda rancor : seu terceito filho, Luís, que realmente entrara para a Igreja e tornara-se Arcebispo de Toulouse, é feito cardeal .

#### Suspeitas
Em 1611, foram levantadas acusações contra d'Épernon sobre sua implicação na morte do Rei Henrique IV. A acusação feita por Mademoiselle d'Escoman, dama de companhia da Marquesa de Verneuil, implicava sua amante e a acusava de ter organizado o assassinato com a cumplicidade do duque. Um processo, encaminhado por um tribunal cujo primeiro presidente era Achille de Harlay, ouve testemunhas, entre elas Verneuil e Épernon. O primeiro (e único) fato estabelecido pelo tribunal é a manutenção em detenção da Mademoiselle d'Escoman. Quinze dias após isso, Harlay afasta-se do caso. Em 30 de Julho, seu sucessor condena Escoman à prisão perpétua por calúnia .

### Uma carreira sem fim: a serviço deLuís XIII

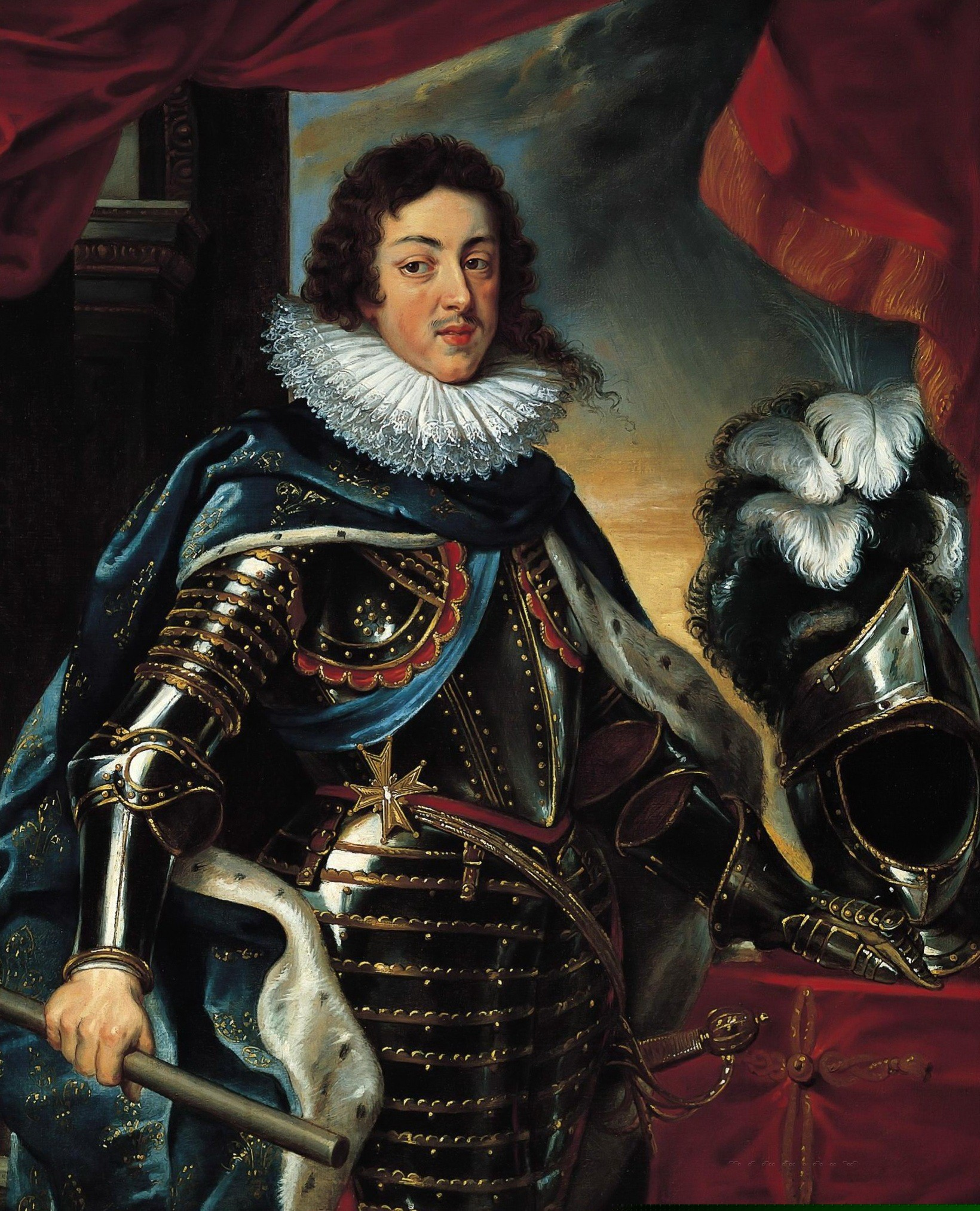
Luís XIII

Em 1622, Luís XIII, que acaba de perder seu favorito Luynes, está em busca de homens de envergadura em que possa se apoiar. O Duque d'Épernon é nomeado Governador Militar de Guyenne (Aquitânia) e chefia a repressão aos insurretos huguenotes. Feito pela segunda vez duque e par, estabelece-se então no Castelo de Cadillac (construído em 1599). Seu segundo filho e herdeiro, Bernardo, casa-se com Gabrielle-Angélique de França, filha natural de Henrique IV e da Marquesa de Verneuil. O Duque d'Epernon permanece governador até 1638.
Temido pelo Cardeal de Richelieu, é afastado do poder. Seu péssimo relacionamento com Henrique de Sourdis (irmão e sucessor do Cardeal Francisco de Sourdis) que pede sua excomunhão depois de ser agredido em público pelo Duque d'Épernon, fazem com que seja exilado.
Morre em desgraça em Loches no dia 13 de Janeiro de 1642, aos 88 anos.

## Progenitura
Casado em 1587 com Marguerite de Foix-Candale (1567-1593), teve três filhos : 
- Henrique, Duque de Foix-Candale (1591-1639),
- Bernardo, Duque d’Épernon (1592-1661), e
- Luís, Cardeal de la Valette (1593-1639).

Teve também outros quatro filhos : 
- Luísa (filha de Diane d'Estrées),
- Luís, Bispo de Mirepoix e Carcassonne, morto em 1679,
- Bernardo, Prior de Bellefonds, e
- João-Luís, dito "O Cavaleiro de la Valette".